# Uppsala moské
Uppsala moské uppfördes 1995 och ligger i hörnet av Vattholmavägen och Gamla Uppsalagatan i stadsdelen Kapellgärdet i Uppsala. Moskén följer ingen särskild gren av islam utan är öppen för alla muslimer.
Moskén ägs av Islamiska föreningen i Uppsala. En stor del av driften bekostas genom bidrag från Samarbetsnämnden för statsbidrag till trossamfund (SST), men då det under lång tid varit oklart om Islamiska föreningen i Uppsala varit medlem i riksorganisationen Svenska islamiska församlingarna eller rivaliserande Sveriges muslimska förbund har moskén i Uppsala tvingats klara sig utan de statliga medlen från 2001 till början på 2006.